# Wereldkampioenschappen trampolinespringen 2001
De wereldkampioenschappen trampolinespringen 2001 waren door de Fédération Internationale de Gymnastique (FIG) georganiseerde kampioenschappen voor trampolinespringers. De 22e editie van de wereldkampioenschappen vond plaats in het Deense Odense van 26 tot 28 juli 2001.

## Historiek
Tijdens de Wereldspelen 2001 in het Japanse Akita besloot de Russische gymnaste Irina Karavaeva haar gouden medaille over te dragen aan de Duitse Anna Dogonadze omwille van een miscalculatie van de jury tijdens het wereldkampioenschap. Deze overdracht werd goedgekeurd door FIG-voorzitter en IOC-lid Bruno Grandi. In januari 2003 ontving Irina Karavaeva hiervoor een Fair Play-diploma van het Comité International pour le Fair Play (CIFP).

## Resultaten

### Trampolinespringen
|                             | Goud                                                                  | Goud        | Zilver                                                        | Zilver      | Brons                                                        | Brons       | 4                                                              | 4           | 5                                                                      | 5           |
| Individueel                 | Individueel                                                           | Individueel | Individueel                                                   | Individueel | Individueel                                                  | Individueel | Individueel                                                    | Individueel | Individueel                                                            | Individueel |
| --------------------------- | --------------------------------------------------------------------- | ----------- | ------------------------------------------------------------- | ----------- | ------------------------------------------------------------ | ----------- | -------------------------------------------------------------- | ----------- | ---------------------------------------------------------------------- | ----------- |
| Heren                       | Aleksandr Moskalenko                                                  | (43.50)     | Oleksanor Chernonos                                           | (41.40)     | Alan Villafuerte                                             | (40.20)     | David Martin                                                   | (38.80)     | Yuriy Nikitin                                                          | (18.60)     |
| Dames                       | Anna Dogonadze                                                        | (40.80)     | Irina Karavaeva                                               | (40.70)     | Claire Wright                                                | (39.10)     | Olena Movchan                                                  | (39.10)     | Karen Cockburn                                                         | (38.90)     |
| Synchroon                   |                                                                       |             |                                                               |             |                                                              |             |                                                                |             |                                                                        |             |
| Heren                       | Aleksandr Moskalenko German Khnychev                                  | (51.70)     | Michael Serth Henrik Stehlik                                  | (50.80)     | Dmitri Poliarush Evgueni Beliaev                             | (50.50)     | Daisuke Nakata Takayuki Kawanishi                              | (50.10)     | Nuno Merino Joao Marques                                               | (48.90)     |
| Dames                       | Oxana Tsyhuleva Olena Movchan                                         | (50.50)     | Anna Dogonadze Tina Ludwig                                    | (49.90)     | Natalia Karpenkova Galina Lebedeva                           | (48.10)     | Lydia Zanon Karen Cockburn                                     | (47.40)     | Claire Wright Kirsten Lawton                                           | (46.10)     |
| Team                        |                                                                       |             |                                                               |             |                                                              |             |                                                                |             |                                                                        |             |
| Heren                       | Alexander Russakov German Knytchev Alexander Moskalenko Sergei Iachev | (126.10)    | Michael Serth Markus Kubicka Henrik Stehlik Michael Kubicka   | (121.20)    | Sebastian Laifa Guillaume Bourgeon David Martin Micheal Jala | (119.8)     | Zhan Yordanov Yuriy Nikitin Oleksanor Chernonos Denys Vrazhkin | (91.50)     | Vladimir Kakorko Nikolai Kazak Dmitri Poliarush Evgueni Beliaev        | (90.20)     |
| Dames                       | Oxana Tsyhuleva Yulia Domshevsky Olena Movchan Oxana Pochynok         | (115.80)    | Nicole Maintz Anna Dogonadze Tina Ludwig Irmgard Erl          | (115.50)    | Claire Wright Kirsten Lawton Victoria Pollard Aurora Necco   | (114.40)    | Karen Cockburn Brenna Casey Heather Ross-McManus Lydia Zanon   | (114.40)    | Galina Lebedeva Liudmila Padasenko Natalia Karpenkova Tatiana Petrenia | (113.30)    |
| Dubbele minitrampoline      |                                                                       |             |                                                               |             |                                                              |             |                                                                |             |                                                                        |             |
| Heren                       | Nuno Lico                                                             | (63.90)     | Amadeu Neves                                                  | (63.70)     | Rodolfo Rangel                                               | (63.60)     | Keith Douglas                                                  | (62.90)     | Justin Dougal                                                          | (62.90)     |
| Dames                       | Marina Mourinova                                                      | (62.20)     | Mónica Fernández                                              | (61.80)     | Katarina Prokesova                                           | (21.27)     | Dede Magavero                                                  | (21.13)     | Cheryl Johnson                                                         | (20.60)     |
| Dubbele minitrampoline team |                                                                       |             |                                                               |             |                                                              |             |                                                                |             |                                                                        |             |
| Heren                       | Amadeu Neves Nuno Lico Nuno Merino Diogo Faria                        | (95.20)     | Asier Zumeta Javier Guerrero Ivan Ontiveros Jose Manuel Munoz | (94.20)     | Derrick Aldrich Keith Douglas David Ford Josh Vance          | (93.90)     | Chris Mitruk Ryan Ward Marti Myers Dave Parke                  | (63.40)     | Steve Vette Justin Dougal Chris Ormandy Anthony Jackson                | (53.20)     |
| Dames                       | Irina Vassilieva Marina Mourinova Svetlana Balandina                  | (93.80)     | Rita Costa Marta Ferreira Raquel Pinto Sabrina Teixeira       | (92.90)     | Kahli Ridge Robyn Forbes Jacinta Harford                     | (92.70)     | Erin Smith Tara Sewell Dede Magavero                           | (92.30)     | Lisa Colussi-Mitruk Cheryl Johnson Shannon Lee Cassandra Siwek         | (92.00)     |

### Tumbling
|             | Goud                                                                   | Goud        | Zilver                                                               | Zilver      | Brons                                               | Brons       | 4                                                       | 4           | 5                                                                       | 5           |
| Individueel | Individueel                                                            | Individueel | Individueel                                                          | Individueel | Individueel                                         | Individueel | Individueel                                             | Individueel | Individueel                                                             | Individueel |
| ----------- | ---------------------------------------------------------------------- | ----------- | -------------------------------------------------------------------- | ----------- | --------------------------------------------------- | ----------- | ------------------------------------------------------- | ----------- | ----------------------------------------------------------------------- | ----------- |
| Heren       | Denis Serdioukov                                                       | (77.30)     | Nicolas Fournials                                                    | (74.80)     | Levon Petroian                                      | (72.80)     | Alexandre Dechanet                                      | (71.30)     | Frankie Hartman                                                         | (71.10)     |
| Dames       | Olena Chabanenko                                                       | (73.30)     | Lajeana Davis                                                        | (69.60)     | Kathryn Peberdy                                     | (69.50)     | Anna Korobeynikova                                      | (68.70)     | Alisha Robinson                                                         | (68.10)     |
| Team        |                                                                        |             |                                                                      |             |                                                     |             |                                                         |             |                                                                         |             |
| Heren       | Denis Serdioukov Levon Petroian Alexei Batienko Alexei Kryjanovski     | (113.50)    | Thato Morubane Jackonia Seepamore Tseko Mogotsi Eon van Zyl          | (110.00)    | Frankie Hartman Chris Helton Brad Davis Jared Olsen | (108.30)    | Robert Small Richard Harris Damien Walters              | (107.10)    | Nicolas Fournials Alexandre Dechanet Nicolas Divry Gael Manry           | (96.20)     |
| Dames       | Elena Bloujina Tatiana Chakhnovskaia Anna Korobeynikova Anna Gaiganova | (103.40)    | Olena Chabanenko Tetyana Zhoutodup Olena Dribna Khrystyna Zhereznyak | (101.80)    | Kathryn Peberdy Elisabeth Gough Zoe Styles          | (99.10)     | Sevim Temal Marlene Bayet Melanie Avisse Marion Limbach | (97.00)     | Hanna Tsiarenia Katsiaryna Kuziankova Yashkevic Mazian Hanna Pazniakova | (94.00)     |

1964 ·
1965 ·
1966 ·
1967 ·
1968 ·
1971 ·
1973 ·
1974 ·
1978 ·
1978 ·
1980 ·
1982 ·
1984 ·
1986 ·
1988 ·
1990 ·
1992 ·
1994 ·
1996 ·
1998 ·
1999 ·
2001 ·
2003 ·
2005 ·
2007 ·
2009 ·
2010 ·
2011 ·
2013 ·
2014 ·
2015 ·
2017 ·
2018 ·
2019